# Jiří Vyvadil
Jiří Vyvadil (* 2. srpna 1954 Praha) je český právník, proruský politik, v 90. letech 20. století předseda Československé strany socialistické a poslanec České národní rady a Poslanecké sněmovny za koalici Liberálně sociální unie, později za Českou stranu sociálně demokratickou, v letech 1996–2000 senátor za obvod č. 2 – Sokolov, poté do roku 2006 soudce různých stupňů až po Nejvyšší správní soud.

## Vzdělání a profese
Vystudoval Právnickou fakultu Univerzity Karlovy v Praze. Po promoci nastoupil jako podnikový právník do podniku zahraničního obchodu Motokov, poté se stal advokátem v Chebu.

## Politická kariéra
Po třináct let byl členem Československé strany socialistické. V letech 1984–1990 pracoval jako tajemník poslaneckého klubu ČSS ve Federálním shromáždění a České národní radě. V roce 1990 po krátkou dobu předsedal ČSS. V březnu 1990 ho sjezd ČSS zvolil předsedou strany. Strana ale ve volbách v roce 1990 neuspěla a nezískala parlamentní zastoupení. Počátkem roku 1991 Vyvadil na svou funkci rezignoval.
Ve volbách v roce 1992 byl zvolen do České národní rady (volební obvod Středočeský kraj) na kandidátní listině koalice Liberálně sociální unie, do níž patřila i Československá strana socialistická, jíž byl členem.
Od vzniku samostatné České republiky v lednu 1993 byla ČNR transformována na Poslaneckou sněmovnu Parlamentu České republiky. V ní setrval do konce funkčního období, tedy do voleb v roce 1996. Byl členem ústavněprávního výboru sněmovny. Již v září 1992 opustil poslanecký klub LSU a od listopadu zasedal spolu s Pavlem Hiršem a několika bývalými členy republikánské strany v Liberálním klubu, později klubu Liberální strany národně sociální. Tehdy nesouhlasil s levicovou orientací LSU a byl vstřícnější vůči koncepci ekonomické reformy prováděné pravicovou vládní koalicí. V říjnu 1993 přestoupil do klubu České strany sociálně demokratické.
Od roku 1993 do roku 2010 byl členem ČSSD. V senátních volbách v roce 1996 byl zvolen senátorem za senátní obvod č. 2 – Sokolov. V Senátu pracoval jako místopředseda a do roku 2000 jako předseda Ústavně právního výboru, kdy mu vypršel čtyřletý mandát člena horní komory, který již neobhajoval. Vystupoval jako zastánce členství Česka v NATO a uvedl, že jej „z Ruska mrazí.“
Po odchodu z politiky zcela změnil své názory a šíří proruskou propagandu. Po zahájení ruského útoku proti Ukrajině v únoru 2022 oznámil plán na založení hnutí Přátelé Putina v ČR.

## Působení v justici
V roce 2000 se neúspěšně ucházel o post veřejného ochránce práv, ve stejném roce jej prezident jmenoval soudcem Okresního soudu v Sokolově, od roku 2001 soudil u Obvodního soudu pro Prahu 3, v letech 2003 až 2005 působil na Městském soudu v Praze. V březnu 2005 jej ministr spravedlnosti přidělil k Nejvyššímu správnímu soudu. Od září 2005 pobýval na roční stáži na Ministerstvu spravedlnosti, kde zastával pozici náměstka. Po tuto dobu mu byl pozastaven výkon soudcovské funkce. Tuto stáž musel v únoru 2006 předčasně ukončit, protože jej předseda NSS Josef Baxa odvolal zpět s odůvodněním, že nesplnil očekávání na brzkou reformu české justice, navíc se sešel s trestně stíhaným Tomášem Pitrem, o této schůzce nikoho neinformoval a svůj postup koordinoval pouze s premiérem Jiřím Paroubkem, který jej na ministerstvo povolal. Baxa tehdy proti němu zahájil kárné řízení, jemuž se Vyvadil vyhnul tím, že se sám vzdal soudcovské funkce. Později vykonával advokátní praxi.

## Další politické angažmá
V období Paroubkova předsednictví mu radil ve věci možného umístění amerického radaru na českém území. Před rokem 2010 se uváděl jako Paroubkův hlavní politický poradce pro strategické záležitosti a otázky justice.
V senátních volbách 2010 neúspěšně kandidoval jako kandidát ČSSD do senátu za senátní obvod č. 1 – Karlovy Vary, když se ziskem 15,05 % hlasů skončil na třetím místě, od druhého postupového místa jej dělilo jen 91 hlasů. V únoru 2011 se vrátil do České strany národně socialistické, která je jednou z nástupnic České strany socialistické, z níž byl ale kvůli vnitřním neshodám již v červnu 2011 vyloučen. Později se vrátil do ČSSD jako člen místní buňky v Rokycanech, ale ve vysoké politice několik let nebyl znát. Veřejně obhajoval střelce airsoftovou pistolí na prezidenta Václava Klause, organizoval petice proti církevním restitucím.
Během tzv. krymské krize v březnu 2014 zaslal coby předseda přípravného výboru občanského sdružení Přátelé Ruska v České republice ruskému velvyslanci dopis, v němž mimo jiné uvedl: „Původci a organizátoři této krize, představitelé EU a USA, využili radikalistických polofašistických a nacionalistických sil a společně uskutečnili státní převrat, při kterém odstranili legálního prezidenta. Přitom navíc uvedli do funkce dočasného premiéra, který je znám svými fašistickými sympatiemi.“ Dopis hojně citovaly ruské servery a česká média jej označovala za „zvací dopis“ v upomínce na iniciativu některých českých komunistů v srpnu 1968. Facebooková stránka Přátelé Ruska měli v té době přes 2200 členů, k příznivcům se hlásili kromě jiných poslanci ČSSD Jaroslav Foldyna a Stanislav Huml.
V březnu 2015 Vyvadil na Facebooku založil skupinu zaměřenou na odpor vůči průjezdu amerického vojenského konvoje Českou republikou. Do skupiny se infiltrovala řada recesistů v čele s aktivisty Žít Brno Jaroslavem Cermanem a Robinem Kvapilem, čímž vznikl zmatek. Cerman publikoval svou výpověď o průběhu akce na blogu časopisu Respekt a v souladu s ní kauzu většinově interpretovala i česká média. Parlamentní listy zveřejnily rozhořčenou Vyvadilovu reakci, v níž mimo jiné uvedl, že o mystifikaci věděl a snažil se ji využít ve svůj prospěch.
V dubnu 2015 prohlásil, že byl telefonicky kontaktován Alexandrem Zaldostanovem, vůdcem motorkářské skupiny Noční vlci s žádostí o pomoc při zajištění jejich průjezdu Českem, resp. s žádostí o zorganizování setkání motorkářské skupiny s občany. V otevřeném dopise premiéru Sobotkovi žádal, aby byl skupině při průjezdu Českem zajištěn policejní doprovod. Jak s odstupem vyšlo najevo, Vyvadil při zajišťování podpory skupině nekomunikoval s Alexandrem Zaldostanovem, ale s recesisty z diskusního serveru Okoun.cz, kteří se za Zaldostanova vydávali.
V listopadu 2019 podal trestní oznámení na novinářku Petru Procházkovou za záhlavec, který uštědřila „redaktorovi“ webu Sputnik Vladimíru Frantovi za jeho soustavné lhaní o její osobě. Podle Vyvadila její chování „podporuje rusofobii“. O něco později v témže roce se na svém profilu na sociální síti Facebook nelidsky vyjádřil k smrti Taťany Fischerové následujícím textem: „Táňa Fischerová zemřela? Bylo to klasicky nenávistná havlistka, která přispívala k rozdělení společnosti. Co si nalhávat… Nikdy nemohu litovat odchodu toho, kdo roznášel jen zlo a navíc se tvářil jako láska a pravda.“ Tím popudil stovky dalších uživatelů, v jejichž komentářích byl mnohokrát odsuzován.
Označoval se za příznivce českého prezidenta Miloše Zemana, na Facebooku byl správcem skupiny Přátelé Miloše Zemana. Poté, co Miloš Zeman důrazně odsoudil ruský vpád na Ukrajinu v únoru 2022, však oznámil, že jej prezident zklamal a uvedl, že „je skvělé, že už brzy vypadne“.